# Seznam obchodních rejstříků
Níže následuje seznam obchodních rejstříků podle různých kritérií. URL odkazy na příbuzné články Wikipedie jsou přímo v textu, odkazy na vyhledávání v registrech jsou v části Reference.

## Agregátory rejstříků
- Evropský Systém propojení obchodních rejstříků (Business Registers Interconnection System, BRIS)[1] zahrnuje společnosti registrované ve všech členských státech EU, na Islandu, v Lichtenštejnsku a v Norsku. Systém BRIS umožňuje vyhledávání podle názvu a IČO společnosti, spravuje jej Evropská komise jako součást portálu evropské e-justice. Výhodou je možnost současně vyhledávat ve více zúčastněných zemích, nevýhodou nutnost vložit bezpečnostní kód captcha.[2] Systém byl zřízen na základě směrnice 2012/17/EU a prováděcího nařízení Komise (EU) 2015/884.
- Administrativní registr ekonomických subjektů (ARES, sekundární rejstřík ČR)[3] agreguje živnostenský, obchodní a další rejstříky.
- Global Business Register[4] - přístup ke 150 firemním registrům po celém světě, příklad komerční služby

## Seznamy rejstříků
- Obchodní rejstříky v členských státech. Seznam připojený k agregátoru BRIS (viz výše) obsahuje kromě odkazů na oficiální rejstříky členských států také podrobné metainformace.[5]
- Seznam zámořských rejstříků[6] vede a poskytuje Companies House[7], britský firemní registrátor. Pravidelně aktualizovaný seznam obsahuje odkazy na weby firemních registrátorů po celém světě.
- Seznam firemních rejstříků podle zemí na anglické Wikipedii.
- Rejstříky firem podle zemí[8] Open Knowledge Foundation publikovala v rámci Global Open Data Index (GODI) rejstříky více, než 90 zemí společně s hodnocením jejich otevřenosti. Česká republika splňovala v roce 2016 šest kritérií otevřenosti asi na 30%.

## Rejstříky podle zemí
- V Česku se obchodní společnosti a družstva zapisují do obchodního rejstříku.[9][10]. Drobné podnikatele eviduje v živnostenském rejstříku.[11][12] Obecní živnostenský úřad[13]. Rejstříky a údaje v nich jsou dostupné bezplatně. Český statistický úřad vede Registr ekonomických subjektů, kde jsou vedeny všechny druhy ekonomických subjektů.[14] Kromě uvedených však existují i další veřejné rejstříky.
- Německý obchodní rejstřík obsahuje dvě části. První se zabývá partnerstvím, živnostníky a registrovanými sdruženími (Vereine) bez základního kapitálu. Druhá část zahrnuje všechny založené společnosti se základním kapitálem (GmbH, AG, KG, UG, OHG, Ltd.-ZNL). Žádosti (nové zápisy, změny a likvidace) musí být provedeny v podobě notářského zápisu za přítomnosti notáře. Takzvaný Obchodní rejstřík Německa (Unternehmensregister, URS) je databáze a internetová stránka pro statistický výzkum německých společností. Web je od roku 2007 provozován jménem federální vlády.[15][16] Většina údajů je dostupná bezplatně.
- V Nizozemsku vede obchodní rejstřík (Handelsregister) tamní obchodní komora (Kamer van Koophandel).[17] Bezplatně jsou k dispozici pouze základní údaje.
- Polské podniky, sdružení, sociální organizace a profesionální nadace, ZOZ lze najít v rejstříku Ministerstva spravedlnosti.[18] Blíže nespecifikované organizace jsou také na portálu CEIDG Ministerstva pro ekonomický rozvoj.[19]
- Rakouský obchodní rejstřík (Firmenbuch) vedou regionálně příslušné soudy. V rejstříku jsou vedeny obchodní korporace a živnostníci. Ministerstvo spravedlnosti provozuje jednotnou vyhledávací stránku,[20] kde jsou k dispozici zdarma základní údaje. Podrobnější údaje jsou placené nebo poskytované prostřednictvím třetích stran.[21]
- Na Slovensku existuje Obchodný register, který umožňuje vyhledávat podle subjektu (obchodního jména společnosti), identifikačního čísla, adresy (sídlo subjektu) a osob. Pro fyzickou osobu stačí jméno a příjmení, pro právnickou nutno zadat ještě její typ.[22]